# Dalovice, Mladá Boleslav
Dalovice là một làng thuộc huyện Mladá Boleslav, vùng Středočeský, Cộng hòa Séc.